# Leça do Balio
Leça do Balio era una freguesia portuguesa del municipio de Matosinhos, distrito de Oporto.

## Historia
Fue suprimida el 28 de enero de 2013, en aplicación de una resolución de la Asamblea de la República portuguesa promulgada el 16 de enero de 2013 al unirse con las freguesias de Custóias y Guifões, formando la nueva freguesia de Custóias, Leça do Balio e Guifões.